# 香川大学
香川大学（かがわだいがく、英語: Kagawa University）は、香川県高松市幸町1番1号に本部を置く日本の国立大学。1949年創立、1949年大学設置。大学の略称は香大（かだい）。

## 概観

### 大学全体
香川大学には地域国立大学としては珍しく、法学部、経済学部が設置されている。経済学部は第二次世界大戦前に四国唯一の官立高商として大平正芳（第68-69代内閣総理大臣）を筆頭に数多くの政財界人を輩出した旧制高松高商が母体となった。学部学科構成の特徴として文学部や理学部などを持たず、応用学問領域の教育研究が中心となっており、すべての学部が特定の職業分野や労働市場と対応している。また全学の理念を「専門職業人・研究者を養成する」としている。一方で基礎学問領域（理論分野）は弱く、高等学校の教員に占める香川大学卒業生は極めて少ない。
学芸学部と経済学部の2学部からスタートし理科系の学部は長年農学部のみと「文系の大学」のイメージが強かったが工学部（1997年）、医学部（2003年）を増設し6学部9研究科を擁する総合大学へと生まれ変わった。香川県唯一の国立大学である。近年は一般選抜（前期及び後期日程）外の定員を増やしており、募集人員の1/3超が学校推薦型入試（I及びII）、総合型選抜による。
学部生：5,636名、大学院生：733名（連合農学研究科を除く）、計6,369名（2019年5月1日時点）。

### 教育理念・目標等

#### 理念
- 世界水準の教育研究活動により、創造的で人間性豊かな専門職業人・研究者を養成し、地域社会をリードするとともに共生社会の実現に貢献する。

#### 目標
教育の目標
- 豊かな人間性と高い倫理性の上に、幅広い基礎力と高度な専門知識に支えられた課題探求能力をそなえ、国際的に活動できる人材を育成する。

研究の目標
- 多様な価値観の融合から発想される創造的・革新的基礎研究の上に、特色ある研究を開花させ、社会の諸課題の解決に向けた応用的研究を展開する。

地域貢献の目標
- 「知」の源泉として、地域のニーズに応えるとともに、蓄積された研究成果をもとに文化、産業、医療、生涯学習等の振興に寄与する。

### 教育および研究
香川師範学校・香川青年師範学校を母体とする学芸学部（後の教育学部）と高松経済専門学校を母体とする経済学部の2学部で1949年に新制大学として創立。1955年に香川県立農科大学を移管し農学部を設置したのち長く3学部体制であったが、法学部（1981年）や工学部（1997年）、医学部（2003年）を新設、移管し文理6学部体制となった。旧制高等学校を母体とせず人文系、基礎科学系（理学系）の学問領域は設置をしていないが経済学部は四国地方の国立大学では唯一で、全国では12番目の官立高等商業学校として設置された旧高松高商からの長い歴史と権威を持つ。
四国4県を統括する国の主要な出先機関と上場企業の支店が集中する高松市の地の利を背景に、大学院地域マネジメント研究科（ビジネススクール、MBA課程）には四国内の官公庁や企業の現役職員の受講生が多く、初代研究科長が日本放送協会 (NHK) の経営委員・常勤監査委員を兼ねていた（現在は四国電力重役）ほか、歴代客員教授・講師陣には大蔵官僚時代に四国財務局長だった中山恭子元内閣総理大臣補佐官（拉致問題担当）をはじめ現職の県知事や地方銀行頭取、企業の重役、官公庁の幹部行政官、日銀支店長などが名を連ねている。
1981年（昭和56年）4月に香川大学4番目の学部として経済学部経済法学コースを母体として設置された法学部は全国に15ある国立大学法人の法学部のなかで最も若い。また四国の国立大学では香川大学のみが法学部を設置している。
香川県知事を会長とする「理工系学部設置促進期成会」（1994年設立）、「香川県科学技術振興財団」（1996年設立）等地域からの強力な支援を受け1997年（平成9年）に新設された工学部は国立大学としては最後発であるが、教授陣には企業出身の研究者が多く、産学官連携色を鮮明に打ち出している。
教育学部附属学校として高松市内、坂出市内にそれぞれ中学校、小学校、幼稚園が、坂出市府中町に特別支援学校が設置されている。
2022年度（令和4年度）法学研究科、経済学研究科、教育学研究科（一部除く）、工学研究科を統合して創発科学研究科が開設された。

#### 希少糖の研究拠点
農学部の何森健名誉教授によって学内の敷地から発見された酵素により、希少糖の大量生産法イズモリングが確立されたことにより、四国経済産業局や香川県、地元企業と産学官連携による希少糖の研究拠点となっている。学内には日本唯数の希少糖研究センターや国際希少糖学会の本部事務局が置かれているほか、学外には産官学連携の希少糖生産技術研究所も稼働している。

### 学風および特色
戦前、隣接する岡山、徳島両県には社会科学系の高等教育機関がなかったため、伝統的に県外出身者の比率が高い。瀬戸大橋の開通後は対岸の岡山県出身者が増え、地元香川県出身者と拮抗している。新制大学の発足から半世紀以上経った現在では理系の学部が半数を占めるようになり、研究成果の地元への還元も進んでいる。なお、近年は工学部を除いて入学者の約4割が女子学生となっている。経済学部、教育学部、農学部を除き他地方大学と比較し設立から年数の浅い学部が多く産学官連携など応用学問領域への注力が大きい。

## 沿革

### 年表

#### 教育学部の前身
- 1874年 - 名東県（1873年に旧阿波国・讃岐国を合併してできた県）徳島の期成師範学校から旧讃岐国出身の在学生22名を全員移籍させて、修業年限4ヶ月の成章師範学校を高松に設立。
- 1876年 - 香川県師範学校と改称（名東県から香川県が分離したため）、修業年限を1年に拡大。
- 1876年 - 愛媛県讃岐師範学校と改称（香川県が愛媛県に合併されたため）。
- 1877年 - 愛媛県、高松の讃岐師範を廃止して松山の愛媛県師範学校に統合、修業年限を官立師範なみの2年に拡大。
- 1889年 - 香川県、愛媛師範の香川県在学生52名を全員移籍させて香川県尋常師範学校を高松に新設（1888年に香川県が愛媛県から分離したため）。
- 1897年 - 香川県尋常師範学校を香川県師範学校と改称。
- 1908年 - 香川県師範、修業年限を二部編成とする（小学校卒業生＝一部；4年制、中等学校卒業生＝二部；1年制）。
- 1912年 - 香川県師範学校から女子部を分離し、坂出に香川県女子師範学校を設置。
- 1925年 - 香川県立実業補習学校教員養成所設立。
- 1931年 - 師範学校、中等学校卒業生の修業年限を2年に拡大。
- 1935年 - 実業補習学校教員養成所が香川県立青年学校教員養成所と改称。
- 1943年 - 香川県師範学校と香川県女子師範学校が統合され県立から官立に移管。同時に、本科の修業年限が3年に拡大されて（国民学校卒業生は6年、旧制中等学校卒業生は3年）専門学校に昇格、官立香川師範学校となる。
- 1944年 - 香川県立青年学校教員養成所が専門学校に昇格、官立香川青年師範学校となる。
- 1945年 - 香川師範男子部が、太平洋戦争下の高松空襲により校舎の全てを焼失。 綾歌郡山内村国民学校に移転。
- 1946年 - 香川師範男子部が坂出市の野田産業に移転。さらに、丸亀市の旧陸軍兵舎跡へ移転。
- 1948年 - 香川師範男子部が高松市に復帰。

#### 経済学部の前身
- 1923年 - 香川県、松平頼寿伯爵(旧高松藩主、貴族院議長)らの奔走により、県下初の高等教育機関として官立第十二高等商業学校の誘致に成功。官立高松高等商業学校と命名（修業年限3年）。
- 1924年 - 官立高松高等商業学校、現在の幸町キャンパスの地で開校。
- 1944年 - 戦時体制により、官立高松経済専門学校と改称。
- 1945年 - 高松空襲により校舎の大半を焼失。
- 1946年 - 高松から善通寺の旧陸軍兵舎に移転。
- 1948年 - 高松に復帰。法経学部としての新制大学移行を目指すが、他校と同じく経済学部として認可内定。

#### 医学部の前身
- 1978年（昭和53年）10月1日 - 香川医科大学が開学。
- 2003年（平成15年）10月1日 - 香川大学と統合。

#### 香川大学
- 1949年（昭和24年）5月31日 - 旧制の香川師範学校・香川青年師範学校を母体とする学芸学部と高松経済専門学校（戦前の高松高商）を母体とする経済学部の2学部で新制香川大学が発足。
- 1950年（昭和25年）3月16日 - 昭和天皇の戦後巡幸。学芸学部校庭に善通寺町奉迎場が設けられた[6]。
- 1954年（昭和29年）3月31日 - 学芸学部、女子師範以来の伝統を持つ坂出分校を廃止して高松に統合。
- 1955年（昭和30年）7月1日 - 三木町の香川県立農科大学を国に移管し、農学部を設置。
- 1960年（昭和35年）4月1日 - 勤労学生に教育機会を提供するため経済学部キャンパス内に香川大学商業短期大学部を併設。
- 1966年（昭和41年）4月1日 - 学芸学部を教育学部に改称。
- 1981年（昭和56年）4月14日 - 経済学部の経済法学コースを廃止して経済学部キャンパス内に法学部を新設。
- 1997年（平成9年）10月1日 - 工学部を新設。学部内に安全システム建設工学科、信頼性情報システム工学科、知能機械システム工学科、材料創造工学科を設置。同時に経済学部情報管理学科（開設の1971年～1990年までの学科名は「管理科学科」）を廃止。
- 1998年（平成10年）4月1日 - 前日付けで香川大学商業短期大学部を廃止し、この日に経済学部ならびに法学部の夜間主コースを新設。
- 2000年（平成12年）3月24日 - 工学部キャンパス（林町）開設。
- 2002年（平成14年）6月8日 - 工学部校舎が竣工し、大学院工学研究科を開設。
- 2003年（平成15年）10月1日 - 香川医科大学と統合（対等合併）。統合直前に一旦、それまでの香川大学を解散した上で、統合と同時に同名の香川大学を新たに開学。従って、厳密には統合前の香川大学と統合後の香川大学は別の大学である。
- 2004年（平成16年）4月1日
  - 国立大学法人法により国立大学法人香川大学に移行。
  - 愛媛大学と連合の法科大学院設立。
- 2008年（平成20年）3月31日 - 特別支援教育特別専攻科を廃止。
- 2014年（平成26年） - 香川大学大学院香川大学・愛媛大学連合法務研究科の学生募集停止を決定する。
- 2018年（平成30年）4月1日 - 工学部を改組して創造工学部を設置。医学部に臨床心理学科を設置。
- 2020年（令和2年）4月1日 - 大学院医学系研究科臨床心理学専攻（修士課程）を設置。

## 基礎データ

### 所在地
- 幸町キャンパス（香川県高松市幸町1番1号）
- 林町キャンパス（香川県高松市林町字新町2217番地20）
- 三木町農学部キャンパス（香川県木田郡三木町大字池戸字長屋2393番地）
- 三木町医学部キャンパス（香川県木田郡三木町大字池戸字西浦谷1750番地1）

### 象徴

#### 学章
昭和に2回（新制大学開学時、法学部新設後）、平成に2回と過去4回制定されている。現在のものは旧帝都高速度交通営団（営団地下鉄、現：東京地下鉄＝東京メトロ）の「Sマーク」によく似ている抽象的なデザインである。なお、普及を図るため、学章を入れた地元銘菓の「瓦せんべい」や三谷精糖の「和三盆糖」が製品化されており、香大生協で土産物として売られている。

#### 校歌
香川医科大学との統合後に新校歌が制定された。ただし、他の多くの国立大学と同様、校歌や学生歌は入学式や卒業式といった公式行事でしか使われず、学生寮や文化系、体育会系のクラブの一部では、旧制高松高商時代の逍遥歌のほうが歌い継がれている。

### キャンパス
大学本部と教育学部、経済学部、法学部は高松市中心部の幸町に、工学部は郊外の林町（香川インテリジェントパーク内）に、農学部、医学部はそれぞれ高松市外の三木町池戸（いけのべ）の旧単科大学時代からの敷地を引き継いでおり、キャンパスは4つに分散している。

#### 幸町キャンパス
- 使用学部：教育学部・法学部・経済学部と全学部の全学共通教育
- 使用研究科：教育学研究科、経済学研究科、地域マネジメント研究科、法学研究科、四国ロースクール
幸町キャンパスは、香川県の県庁所在地である高松市市街地北部に位置し、近隣には小・中学校、高校及び図書館等があり文教地区を形成している。本キャンパスは、市街地中心部の近くに位置していることや、周辺にはバス停及びJR高徳線の昭和町駅が徒歩10分の場所にあること等から公共交通の利便性は良い[7]。キャンパスから徒歩5分のところに香川県庁本館があるが、大学周辺は、本学経済学部のOBである日本ハム創業者の旧宅、百十四銀行元頭取の私邸などが点在し、文教地区らしい閑静な住宅地となっている。
経済学部と法学部は官立高松高商の校地をそのまま、大学本部・教育学部は道を隔ててその北側に隣接していた旧県立香川師範と旧県立高松工芸の校地をあわせて使用している。前身校の起源が官立と公立で違うため、幸町キャンパスの盛り土には県庁から続く公道を堺として南北ではっきりとした高低差がある（戦前まで県下唯一の官立学校だった経済学部キャンパスのほうが高い敷地になっている）。なお、幸町の町名は香大のキャンパスだけに使われている。
幸町キャンパスの経済・法学部構内には、「香川大学講堂」がある。中・四国の国立総合大学9校では唯一のもので、学部生の入学式・卒業式は毎年ここで行われている[注 1]。
- 交通アクセス：JR高松駅から幸町キャンパスまでは直線距離で1.4キロメートルに満たない。岡山県から快速列車「マリンライナー」で通う「マリン通」が多いゆえんである。同じく市内繁華街からも自転車で10分ほどの距離にあるが、JRでは高松駅から高徳線で1駅目の昭和町駅が最寄り駅となる(徒歩5分)。なお昭和町駅は日中毎時1本程度の普通列車のみ運行されるが、高松駅はマリンライナーは毎時2本、高徳線普通列車は毎時1 - 2本程度運転されている。

北緯34度20分33秒 東経134度2分15秒

#### 林町キャンパス（幸町キャンパスより約8.7km、自動車で約20分。公共交通利用で1時間程度）
- 使用学部：創造工学部、工学部
- 使用研究科：創発科学研究科、工学研究科
林町キャンパスは、高松市に位置する幸町キャンパスから南へ約7kmの位置にあり、周辺は田園と住居地域である。 旧高松空港跡地に建設された香川インテリジェントパークの西端に位置する。 本キャンパスは、高松市市街地から6km程度離れており、高松琴平電鉄の太田駅から徒歩約30分の場所にあることや、キャンパス前にバス停はあるが便数が少ないことから、公共交通の利便性は良くないが高松自動車道高松中央インターチェンジには近い[7]。キャンパスは香川県立図書館、文書館、イベント場として著名な香川県産業交流センター（サンメッセ香川）等、県立の公共施設に隣接し、校舎もゆったりとした配置になっている。
- 交通アクセス：高松築港駅よりことでんバス川島線レインボー経由便（行先No.65）あるいは琴電琴平線伏石駅より伏石駅サンメッセ線に乗車、「香川大学創造工学部前」下車。

北緯34度17分34秒 東経134度3分49秒

#### 三木町農学部キャンパス（幸町キャンパスより約12km、自動車で約30分、公共交通機関利用で1時間程度）
- 使用学部：農学部
- 使用研究科：農学研究科

三木町農学部キャンパスは、高松市に隣接する木田郡三木町にある。高松市に位置する幸町キャンパスから南東へ約11kmの位置にあり、周辺は田園と住居地域である。本キャンパスは、高松市市街地から10km程度離れているが、高松琴平電鉄の農学部前駅から徒歩3分の場所にあることから公共交通の利便性は良い。
- 交通アクセス：高松琴平電気鉄道長尾線農学部前駅下車、徒歩3分。

北緯34度16分35秒 東経134度7分29秒

#### 三木町医学部キャンパス（幸町キャンパスより約14km、自動車で約30分、公共交通機関利用で70分程度）
- 使用学部：医学部
- 使用研究科：医学系研究科

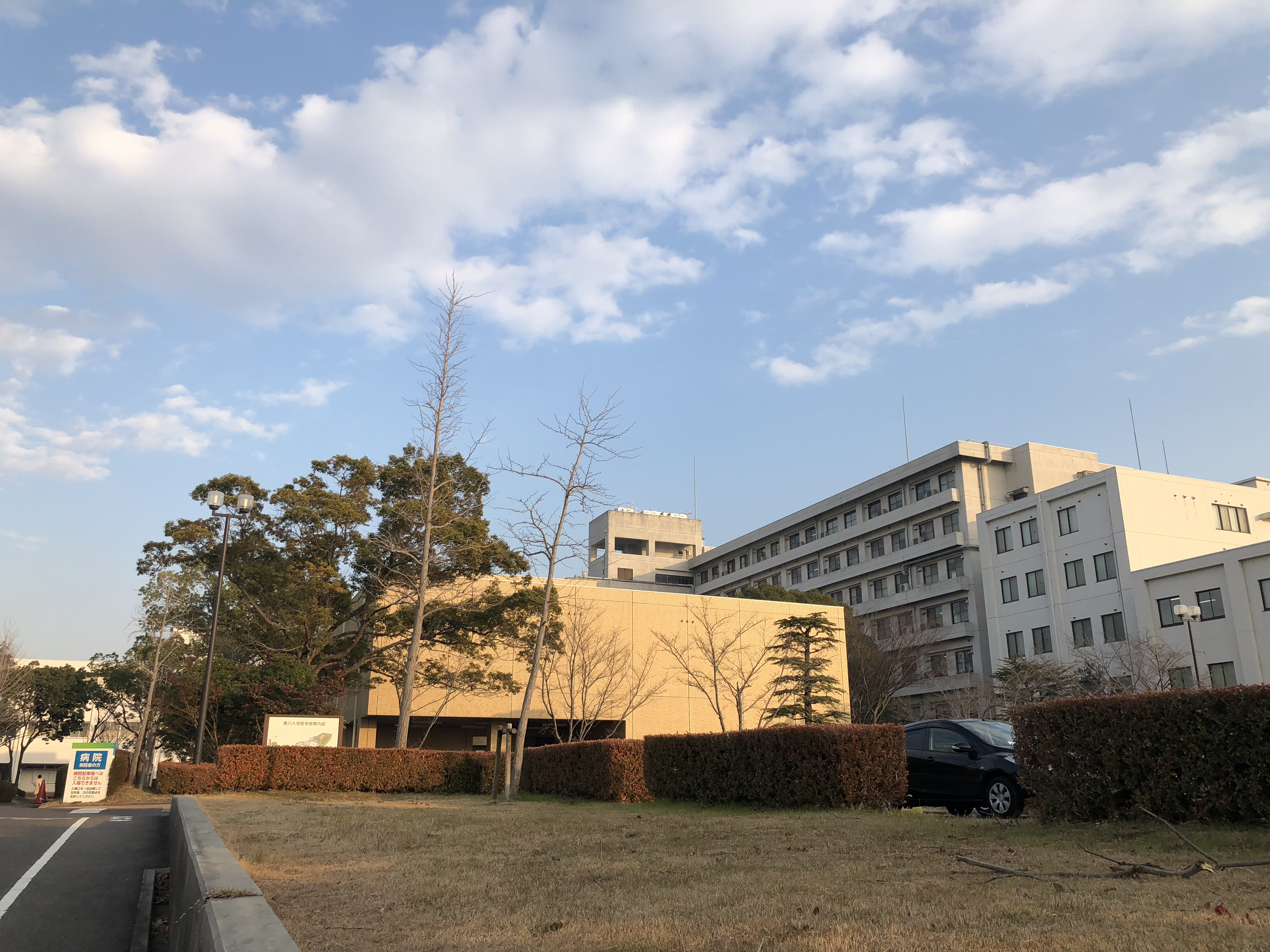
香川大学三木町医学部キャンパス

三木町医学部キャンパスは、高松市に隣接する木田郡三木町にある。高松市に位置する幸町キャンパスから南東へ約10kmの位置にあり、周辺は田園と住居地域である。本キャンパスは、高松市市街地から9km程度離れており、高松琴平電鉄の高田駅からバスで5分、高松駅からバスで50分の場所にあるが便数が少なく、公共交通の利便性は良くない。
- 交通アクセス：ことでんバス高松医療センター・大学病院線（行先No.75/74）「大学病院」下車。同路線は高松琴平電気鉄道長尾線高田駅が終点なので同駅からも利用できる。高速バスは「高速三木」（2007年2月26日供用開始）が最寄。

北緯34度17分39秒 東経134度7分25秒

### 学生寮
それぞれ学生が自主的に運営する自治寮がある。
- 屋島寮：男子学生寮；定員109名、男子寮はもともと定員200名だったが、2010年に新築移転し個室化した。
- 若草寮：女子学生寮；定員70名、幸町キャンパス内。
- 光風寮：農学部学生のみを対象とした男子学生寮、定員30名
- 上之町国際寮：日本人学生と留学生が二人部屋で生活。

## 教育および研究

### 組織

#### 学部
- 教育学部[8]
  - 学校教育教員養成課程[注 2]
    - 幼児教育コース
    - 小学校教育コース
      - 教育課題探究分野
領域：教育領域、心理領域、生活・総合領域
      - 特別支援教育分野
領域：特別支援教育領域
      - 教科教育分野
領域：国語領域、社会領域、数学領域、理科領域、音楽領域、美術領域、保健体育領域、技術領域、家庭領域、英語領域

    - 中学校教育コース
領域：国語領域、社会領域、数学領域、理科領域、音楽領域、美術領域、保健体育領域、技術領域、家庭領域、英語領域

- 法学部
  - 法学科
    - 昼間コース（以下のコースに分かれるのは2年次から）
      - 法律基礎コース
      - 社会設計コース

    - 夜間主コース
      - 総合法政コース

- 経済学部
  - 昼間コース
    -       - 経済学科（コースは2年後期に選択）
        - 経済・政策分析コース
        - 会計・ファイナンスコース
        - 経営・イノベーションコース
        - 観光・地域振興コース
        - グローバル社会経済コース

  - 夜間主コース
    - 経済学科
      - 総合経済コース

- 医学部[9]
  - 医学科
    - 基礎医学講座
形態・機能医学講座[注 3]、生体分子医学講座[注 4]、病理病態・生体防御医学講座[注 5]、人間社会環境医学講座[注 6]、医学教育学講座
    - 臨床医学講座
内科学講座[注 7]、精神神経医学講座、小児科学講座、母子科学講座[注 8]、外科学講座[注 9]、眼科学講座、耳鼻咽喉科学講座、放射線医学講座、麻酔学講座、救急災害医学講座、歯科口腔外科学講座、内分泌代謝・先端医療・臨床検査医学講座、臨床主要学講座
    - 寄付講座
薬物生体情報学講座（帝国製薬の寄附講座）、統合免疫システム学講座（自然免疫応用技研の寄附講座）、神経難病講座（香川県の寄附講座）、地域包括医療学講座（香川市の寄附講座）、地域連携精神医学講座（香川県の寄附講座）、地域医療再生医学講座

  - 看護学科
    - 講座：基礎看護学講座[注 10]、臨床看護学講座[注 11]、地域・精神看護学講座[注 12]

  - 臨床心理学科

- 創造工学部
  - 創造工学科
    - 造形・メディアデザインコース
    - 建築・都市環境コース
    - 防災・危機管理コース
    - 情報システム・セキュリティコース
    - 情報通信コース
    - 機械システムコース
    - 先端マテリアル科学コース

- 農学部（コースに分かれるのは2年後期）
  - 応用生物科学科
    - 応用生命科学コース　- 微生物・植物・動物生命現象、植物病理学、分子生物学（遺伝子）、生化学、生理学 等
    - 生物生産科学コース - 食料生産学領域と園芸科学領域、植物生理学、食用作物や園芸作物の生産技術と発育制御、フードシステム、ポストハーベスト等
    - 環境科学コース - 生態系環境相互作用、物質循環、里海・里山・水環境関連
    - 生物資源機能化学コース
    - 食品科学コース

#### 研究科
以下、特記していない専攻は修士課程である。
- 教育学研究科[10]（修士課程）
  - 学校教育専攻
    - 教育支援コース
      - 教育学分野、心理学分野、日本語教育分野

    - 発達支援コース
      - 幼児教育分野、特別支援教育分野
      - 教科教育専攻

    - 言語系教育コース
      - 国語分野、英語分野

    - 社会・生活系教育コース
      - 社会科分野、家政分野

    - 理数・情報系教育コース
      - 数学分野、理科分野、技術分野

    - 芸術・スポーツ系教育コース
      - 音楽分野、美術分野、保健体育分野

  - 学校臨床心理専攻
- 高度教職実践（教職大学院）
  - 学校力開発コース
  - 授業力開発コース
  - 特別支援教育コーディネーターコース

- 法学研究科（修士課程）
  - 法律学専攻

- 経済学研究科（修士課程）
  - 経済学専攻

- 医学系研究科
  - （4年制博士課程）
    - 2016年入学生以降
      - 医学専攻
      - 看護学専攻[11]（修士課程）
        - 基礎看護学分野
専門領域：基礎看護学、看護医科学
        - 臨床看護学分野
専門領域：急性期成人看護学、慢性期看護学、小児看護学、母性看護学、老年看護学
        - 地域看護学分野
専門領域：地域看護学、在宅看護学、精神看護学

- 工学研究科（博士前期課程・博士後期課程）（2024年4月学生募集停止予定）
  - 安全システム建設工学専攻
  - 信頼性情報システム工学専攻
  - 知能機械システム工学専攻
  - 材料創造工学専攻

- 農学研究科（修士課程）
  - 2018年度入学生以降
    - 応用生物・希少糖科学専攻
      - 希少糖先端科学コース
      - 環境生物科学コース
      - 応用生命科学コース
      - 生物化学・食品科学コース

- 地域マネジメント研究科（専門職学位課程、経営大学院）
  - 地域マネジメント専攻

- 香川大学・愛媛大学連合法務研究科（別名「四国ロースクール」、専門職学位課程、法科大学院）
  - 法務専攻

- 連合農学研究科（博士課程）
愛媛大学、高知大学、香川大学によって構成され、基幹校は愛媛大学。
  - 生物資源生産学専攻
    - 生物資源生産科学連合講座
      - 植物生産学分野
      - 施設生産学分野
      - 動物生産学分野
      - 農業経営学分野

    - 海洋深層水科学連携講座（高知県海洋深層水研究所との連携講座）

  - 生物資源利用学専攻
    - 生物資源利用科学連合講座
      - 食糧科学分野
      - 資源科学分野

  - 生物環境保全学専攻
    - 生物環境保全科学連合講座
      - 土地管理学分野
      - 生産環境学分野

#### 附属機関

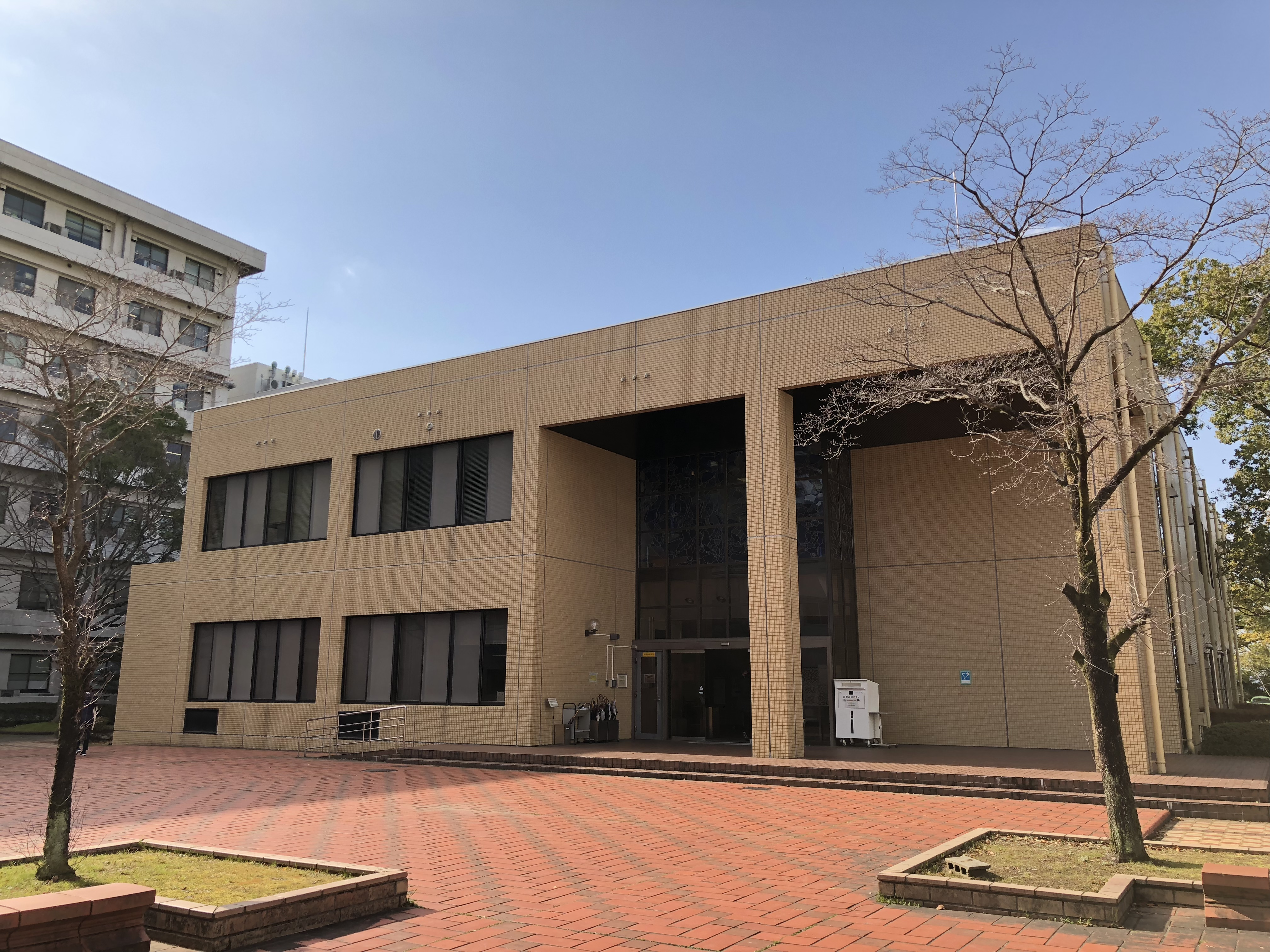
図書館医学部分館

- 香川大学医学部附属病院
- 図書館

- - 医学部分館
  - 工学部分館
  - 農学部分館
- 博物館
- 学内共同教育研究施設
  - 大学教育基盤センター
  - アドミッションセンター
  - 学生支援センター
  - キャリア支援センター
  - 生涯教育研究センター
  - 四国グローバルリーガルセンター
  - 総合生命科学研究センター
  - 希少糖研究センター
  - 微細構造デバイス統合研究センター
  - 瀬戸内圏研究センター
    - 庵治マリンステーション

  - 総合情報センター
  - 社会連携・知的財産センター
  - 危機管理研究センター
- オフィス
  - インターナショナルオフィス
    - 留学生センター
    - 国際研究支援センター
- 戦略室
  - 教育戦略室
  - 研究戦略室
  - 地域連携戦略室
- 保健管理センター
- 広報室
- 大学評価室
- 男女共同参画推進室
- 学部附属の教育研究施設
  - 教育学部
    - 附属教職支援開発センター

  - 農学部
    - 附属農場
- 附属学校
  - 香川大学教育学部附属幼稚園
    - 香川大学教育学部附属幼稚園高松園舎

  - 香川大学教育学部附属高松小学校
  - 香川大学教育学部附属坂出小学校
  - 香川大学教育学部附属高松中学校
  - 香川大学教育学部附属坂出中学校
  - 香川大学教育学部附属特別支援学校

## 学生生活

### サークル活動
- 大学祭実行委員会 H.O.P.
- 幸町キャンパス
  - 文化系
    - 邦楽部 竹友会
    - 合唱団
    - 吹奏楽団
    - COMBO-UNITY(コンボ・ユニティ)
    - 軽音Bee
    - TAKE-V
    - 劇団EMPT
    - 美術部
    - 写真部
    - 書道部
    - 児童文化研究会
    - 石州流茶道部
    - 裏千家茶道部
    - 表千家流茶道部
    - 華道部
    - 聖書研究会
    - 法学研究会
    - 野外活動部
    - ギターアンサンブル
    - 将棋部
    - ジャズ研究会 Birdland
    - ローターアクトクラブ『RAC』
    - アイセス（ICES）
    - 放送部（KBC）
    - 総合文芸部Pop'n
    - メルシーshowクラブ
    - アカペラサークル えいおん
    - 防犯パトロール隊
    - チャリティーサンタ香川支部
    - 金融・証券研究会
    - ローバース
    - 麻雀サークル Sparrow
    - サイバー防犯ボランティア SETOKU

  - 体育系
    - 合気道部
    - アイスホッケー部
    - 空手道部
    - 弓道部
    - 剣道部
    - 硬式テニス部
    - 硬式野球部
    - ゴルフ部
    - サイクリング部
    - サッカー部
    - シーズン・スポーツ・サークル
    - 柔道部
    - 少林寺拳法部
    - 水泳部
    - ソフトテニス部
    - ソフトボール部
    - 準硬式野球部
    - 卓球部
    - ダンス部
    - 軟式野球部
    - ハンドボール部
    - バスケットボール部
    - バドミントン部
    - バレーボール部
    - フットサル部
    - ボクシング部
    - ヨット部
    - ラグビー部
    - 陸上競技部
    - ワンダーフォーゲル部
    - ラクロス部
    - よさこい連“風華”
    - 自転車競技サークル“クロワジエール”
    - 自動車部
    - VaBaCca(VBC)
    - HOOP
- 医学部キャンパス
  - 文化系
    - 軽音楽部ODSC（探検部）
    - 茶道部
    - 管弦楽団
    - ひばり
    - Ｓ-po
    - 華道部
    - ダンス部
    - 三俣診療班
    - 文学部
    - IFMSAK（イフムサック）
    - 写真部
    - 医学生理学研究会

  - 文化系同好会
    - 映画研究会
    - 釣り同好会
    - ボランティアサークル
    - 瀬戸内地域医療ラボラトリー
    - Kagawa Cardiac Community（KCC）

  - 体育系
    - 硬式庭球部
    - 卓球部
    - バドミントン部
    - ラグビー部
    - サッカー部
    - 剣道部
    - 空手道部
    - 水泳部
    - バレーボール部
    - 準硬式野球部
    - バスケットボール部
    - 弓道部
    - ヨット部
    - ウインドサーフィン部
    - スキー部
    - 軟式庭球部
    - 軟式野球部
    - 陸上競技部
    - ハンドボール部
    - フットサル部NOVA

  - 体育系同好会
    - ゴルフ同好会
    - 柔道部
    - ゆるくもるっく
- 創造工学部キャンパス
  -     - 学生総合防災無線局（かがラヂ）
    - 建築同好会
    - 工学催事運営部
    - 人工衛星開発研究会
    - 学生プログラミング研究所（SLP）
    - リフレッシュ理科実験サークル
    - RISE 写真部
    - 学生ロボット研究所
    - 次世代VRプロジェクト
    - 安全システム多角的公務員情報共有サークル（ants）
    - 競技ロボット研究会
- 農学部キャンパス
  -     - ASUS
    - Lieto Ottimo
    - 自然科学部
    - ばどちゃん。

## 対外関係

### 他大学との関係
大学間協定
- 放送大学学園と単位互換協定を結んでおり、放送大学で取得した単位を卒業に要する単位として認定することができる[12]
- ルイビル大学（米国ケンタッキー州）
- コロラド州立大学（米国コロラド州）
- カリフォルニア大学デービス校カリフォルニア大学理事会（米国カリフォルニア州）
- カリフォルニア大学フラトン校
- セントピーターズバーグ大学（米国フロリダ州）
- 韓国海洋大学校（韓国釜山広域市）
- 大邱大学校（韓国慶尚北道慶山市）
- 南ソウル大学校（韓国忠清南道天安市）
- ハンバット大学校（韓国大田広域市）
- 誠信女子大学（韓国ソウル特別市）
- 上海大学（中国上海市）
- 南京農業大学（中国江蘇省南京市）
- ハルビン工程大学（中国黒竜江省ハルビン市）
- 中国海洋大学（中国山東省青島市）
- 西北大学（中国陝西省西安市）
- 北京工業大学（中国北京市）
- 電子科技大学（中国四川省成都市）
- 天津農学院（中国天津市）
- 北京外国語大学（中国北京市）
- 武漢理工大学（中国湖北省武漢市）
- 河南農業大学（中国河南省鄭州市）
- 長春理工大学（中国吉林省長春市）
- 浙江工商大学（中国浙江省杭州市）
- 天津理工大学（中国天津市）
- 国立政治大学（台湾台北市）
- 真理大学（台湾新北市）
- 国立嘉義大学（台湾嘉義県）
- メチョー大学（タイ）
- カセサート大学（タイ）
- チエンマイ大学（タイ）
- チュラーロンコーン大学（タイ）
- ブルネイ・ダルサラーム大学（ブルネイブルネイ・ムアラ地区）[13]
- ガジャマダ大学（インドネシア）
- ディポネゴロ大学（インドネシア）
- バッタンバン大学（カンボジア）
- 王立農業大学（カンボジア）
- シェレバングラ農科大学（バングラデシュ）
- トリブバン大学（ネパール）
- ミュンヘン工科大学（ドイツ）
- ライン・マイン大学（ドイツ）
- ガイゼンハイム大学（ドイツ）
- サボア大学（フランス）
- フランシュ・コンテ大学（フランス）
- コンピエーネ技術大学（フランス）
- リモージュ大学（フランス）
- パリ電子電気工学技術高等学院（フランス）
- 高等機械大学院大学（フランス）
- カディス大学（スペイン）
- ムルシア大学（スペイン）
- アールト大学化学技術学部（フィンランド）
- 南ボヘミア大学（チェコ）
- パラナ州立ロンドリーナ大学（ブラジル）

部局間学術交流等協定校
- 教育学部
  - 清州大学校人文大学（韓国）
  - クライストチャーチ・ポリテクニック工科大学（ニュージーランド）
  - 江西師範大学国際教育学院（中国）

- 法学部
  - 上海社会科学院法学研究所（中国）
  - 華東政治法律学院（中国）

- 経済学部
  - ボン＝ライン＝ズィーク大学経済学部（ドイツ）

- 医学部
  - カルガリ大学医学部（カナダ）
  - 中国医科大学（中国）
  - 河北医科大学（中国）
  - ブルネイ・ダルサラーム国保健省（ブルネイ）

- 工学部
  - ブリティッシュコロンビア大学応用科学科（カナダ）
  - ボン＝ライン＝ズィーク大学（ドイツ）
  - 国立高等精密機械大学院大学（フランス）
  - トレド大学（アメリカ）
  - ロバニエミ応用科学大学（フィンランド）
  - 漢陽大学工学部第四群（韓国）
  - ハルムスタッド大学情報科学部（スウェーデン）
  - 北京師範大学化学学院（中国）
  - 北京理工大学生命学院（中国）

- 農学部
  - ダッカ大学生物科学部（バングラデシュ）
  - ミシガン州立大学農学・自然資源学部（米国）
  - ボゴール農業大学農学部・大学院研究科（インドネシア）
  - 西オーストラリア大学自然科学・農学部（オーストラリア）
  - 浙江工商大学食品・生物工程学院、大学院研究科（中国）
  - ブルゴーニュ大学アグロスップ校（フランス）

- 大学院教育学研究科
  - 江西師範大学国際教育学院（中国）

- 大学院法学研究科
  - 上海社会科学院法学研究所（中国）
  - 華東政治法律学院（中国）

- 大学院経済学研究科
  - ボン＝ライン＝ズィーク大学経済学部（ドイツ）

- 大学院工学研究科
  - ブリティッシュコロンビア大学応用科学科（カナダ）
  - ボン＝ライン＝ズィーク大学（ドイツ）
  - 国立高等精密機械大学院大学（フランス）
  - トレド大学（アメリカ）
  - ロバニエミ応用科学大学（フィンランド）
  - 漢陽大学工学部第四群（韓国）
  - ハルムスタッド大学情報科学部（スウェーデン）
  - 北京師範大学化学学院（中国）
  - 北京理工大学生命学院（中国）

- 大学院農学研究科
  - ダッカ大学生物科学部（バングラデシュ）
  - ミシガン州立大学農学・自然資源学部（アメリカ）
  - ボゴール農業大学農学部・大学院研究科（インドネシア）
  - 西オーストラリア大学自然科学・農学部（オーストラリア）
  - 浙江工商大学食品・生物工程学院、大学院研究科（中国）
  - ブルゴーニュ大学アグロスップ校（フランス）

## エリア放送
2013年（平成25年）2月に香川県初の地上一般放送局の免許を取得、地上一般放送事業者としてワンセグ放送を実施していたが、2019年（平成31年）2月廃止した。
林町キャンパス危機管理研究センターに地上一般放送局が設置されていた。
| 免許人                | 局名               | 呼出符号     | 物理チャンネル | 周波数        | 空中線電力 | ERP   | 業務区域                     |
| --------------------- | ------------------ | ------------ | -------------- | ------------- | ---------- | ----- | ---------------------------- |
| 国立大学法人 香川大学 | 香川大学エリア放送 | JOXZ9AH-AREA | 35ch           | 605.142857MHz | 760μW      | 760μW | 香川大学工学部キャンパス構内 |

## 不祥事

### 教員による準強制猥褻事件
2004年、香川大学教授・岩月謙司が準強制猥褻罪の容疑で逮捕される。2006年3月、岩月は高松地裁で懲役2年の実刑判決を受ける。2007年5月、高松高裁における控訴審で懲役2年・執行猶予3年の有罪判決を受けるが、岩月と弁護団は無罪を主張し、2008年7月、最高裁に上告する。2009年12月、上告審において最高裁第2小法廷は、被告側の上告を棄却する決定をし、懲役2年の一審判決を破棄。懲役2年、執行猶予3年の二審高松高裁判決が確定した。当初、香川大学は「学外の私的な行動」として厳重注意を行うのみだったが、2006年3月の高松地裁による実刑判決を受けたことから、大学の名誉や信用を大きく傷つけたことを処分の理由として、岩月を懲戒解雇した。

### 学生による不祥事
2010年3月、学部3年生が強盗・ 公務執行妨害・傷害の容疑で逮捕。
2010年10月、経済学部研究生として在籍する外国人留学生が、強盗強姦の容疑で逮捕。
2013年8月、医学部生2人が準強制わいせつの疑いで逮捕。
2017年6月、学部2年生が窃盗の容疑で逮捕。

### 教員による暴行事件
2011年2月、JRの車内において、教員が乗り合わせた女性客に対し暴力をふるう事件が発生した。大学は男性准教授を出勤停止14日の処分とした。
2015年7月、農学部の教授が教え子に包丁を突きつけ「本当に殺すぞ」と脅し、顔を平手で殴ったとして暴力行為等処罰法違反容疑で逮捕された。

### 職員に対する残業代未払い
教職員654人の残業代約2893万円を支払っていなかったことが分かり、高松労働基準監督署から2018年4月に是正勧告を受けた。また、医学部の医師、看護師らについても残業代未払い、勤務管理の不備があるとして是正勧告を同年2月に出されていた。

### 不適切なツイート
2018年（平成30年）7月に男性教授が、ツイッターに「僕の趣味はセクハラです」などと書き込み、インターネット上で話題になっていることが分かり大学側が本人に確認したところ、書き込んだことを認めたため、学長名で「不適切な内容であり、誠に遺憾」などと謝罪するコメントを発表した。

### 新入学生の入学式出席を拒否
2020年（令和2年）実施された入学式のうち、創造工学部において、新型コロナウイルス感染リスクを少なくするためとして、直近2週間に一部地域に立ち寄ったと回答した新入生に対し、事前説明なしに出席を拒否した。しかしながら香川大学では京都府から平日出勤している副学長もおり、その前後でも通常通り勤務しており、その取り扱いの違いに疑問を持たれている。

### 非常勤講師と請負契約
香川大が、非常勤講師約400人と請負契約を締結して授業を任せていることが、2021年3月に一部新聞で報じられた。文部科学省は、大学に対しては、責任を持って教育を実施するため、教員は大学が指揮及び監督する直接雇用とすべきの見解を示しており、香川大に非常勤講師の勤務実態などについて説明を求める事態となっている。

### 附属病院医師よる不祥事
2016年12月、医学部附属病院の男性歯科医師(32歳)が飲酒運転をし、高松市内の踏切手前で一時停止中の軽乗用車に追突。運転者と同乗者の計3人に怪我を負わせ、過失運転致傷と道路交通法違反（酒気帯び運転）の容疑で逮捕された。
2023年8月、附属病院の形成外科と美容外科で勤務する男性医師(32歳)が大学内の女子更衣室に侵入し、学生(21歳)の白衣や靴、名札、メモ帳などを盗んだとして、建造物侵入と窃盗の疑いで逮捕された。

### 附属小学校教師による不祥事
2025年3月、附属高松小学校の男性教諭(28歳)が前年の6月に面識のない女性宅に下着目的で侵入した疑いで逮捕された。